# Heliair Marbella
Heliair Marbella ist eine spanische Fluggesellschaft mit Sitz in Marbella, Spanien.
Heilair Marbella wurde 1997 als Heliair Marbella S.A. (Aktiengesellschaft) gegründet, von der spanischen Luftfahrtbehörde nach CS-27 und CS-29 zertifiziert und nach den Richtlinien der International Civil Aviation Organization (ICAO) für die öffentliche Personenbeförderung (Transporte Público de Pasajeros) zugelassen. Sie betreibt eine Flotte von zweimotorigen Vielzweckhubschraubern Eurocopter EC 135 und Bell 206L („LongRanger“) zur Personenbeförderung und Luftrettung. Marbella Heliair transportiert ihre Fluggäste von Flughäfen zu Golfplätze, Skipisten, Hotels und Rennstrecken und kleinen Flug- und Hubschrauberlandeplätzen in Spanien.